# Ossistannomicrolite
L'ossistannomicrolite è un minerale del gruppo della microlite. Questo minerale ha avuto varie ridenominazioni, la specie fu scoperta nel 1968 e le fu attribuito il nome di sukulaite, nel 1977 le fu attribuito il nome di stannomicrolite e infine nel 2010 il minerale è stato ridefinito assumendo il nome attuale nell'ambito della revisione del supergruppo del pirocloro.